# 宮内嘉久
宮内 嘉久（みやうち よしひさ、1926年1月4日 - 2009年12月13日）は、日本の建築評論家、建築批評家、建築史家、編集者、建築ジャーナリスト。

## 来歴
東京生まれ。旧制府立高等学校を経て東京大学第二工学部建築学科卒業。
雑誌「新建築」（1957年のいわゆる「新建築問題」で退職）、雑誌「THE JAPAN ARCHITECT」（新建築社、1956年の創刊時の担当）、雑誌「国際建築」（美術出版社、1968年廃刊）、「建築年鑑」（美術出版社、1969年まで）などを編集する。
その他にも、1956年に大谷幸夫らと五期会を設立、1958年に宮内嘉久編集事務所を開設、1969年にAF（建築戦線）を結成する。1975年4月には、大江宏、前川國男、白井晟一、神代雄一郎、岩本博行、武者英二と同人誌『風声』を創刊（全21号）。前川が死去した1986年7月に、『燎』（かがりび）に名前を変更（宮内嘉久編集事務所編、INAXから発行、1995年まで全26号（風声と通巻で全47号））。1969年多摩美術大学教授として現代建築を教えた。
2009年12月13日、脳梗塞のため死去。83歳没。

## 著書
- 現代の建築入門（美術出版社・1962年）
- 少数派建築論（井上書店・1974年）
- 廃墟から　反建築論（晶文社・1976年）
- 建築・都市論異見（田畑書店・1984年）
- 前川国男作品集（編著・美術出版社・1990年）
- 建築ジャーナリズム無頼（晶文社・1994年、中公文庫・2007年）
- 風声　燎　目次・あとがき集成（宮内嘉久編集事務所編・燎同人事務局発行・1995年）（非売品）
- 一編集者の記録（宮内嘉久編集事務所企画・編集・発行、2000年）
- 前川國男　賊軍の将（晶文社・2005年）